# L'incredibile Murray - L'uomo che disse no
L'incredibile Murray - L'uomo che disse no (A Thousand Clowns) è un film del 1965 diretto da Fred Coe.

## Trama
Murray Burns è uno scrittore televisivo al momento senza lavoro, che vive in un piccolo e malmesso appartamento di New York con il nipote Nick di 12 anni, figlio illegittimo di sua sorella, che vive con lui da sette anni. Quando Nick scrive un tema a scuola sui vantaggi delle indennità di disoccupazione dello zio, la scuola chiama i servizi sociali per investigare delle condizioni di vita di Nick. Gli assistenti sociali Sandra Markowitz e il fidanzato Albert Amundson tolgono l'affido di Nick a Murray finché lui non sara in grado di trovare un lavoro e un posto più vivibile.
Intanto Murray inizia una relazione con Sandra che tenta di convincerlo a trovare un nuovo lavoro. Murray illustra le sue vedute anticonformiste al fratello e suo agente Arnold, dicendo di non voler essere assorbito dalla massa conformista. Arnold concorda con lui ma con un lungo monologo rivela di essersi piegato al conformismo e grazie a quest'ultimo è diventato "il miglior Arnold Burns possibile". Quindi Murray decide di tornare al suo vecchio lavoro, andando ad un colloquio con il suo odiatissimo capo Leo Herman, insieme a Nick. Quando Nick non ride ad una battuta di Leo, questo comincia ad insultarlo. Poiché Nick incalza lo zio a rispondere a questi insulti e a non restare zitto, Murray decide, orgoglioso del nipote, di lottare per tenerlo e il giorno dopo raggiunge una folla di persona in cerca di un nuovo lavoro.

## Riconoscimenti
- Premio Oscar
  - Oscar al miglior attore non protagonista (Martin Balsam)